# Microcosmus
Microcosmus ist eine Gattung der Seescheiden. Vertreter dieser Gattung zeichnen sich durch ihren vielfältigen Bewuchs aus, der meist die gesamte Körperoberfläche überzieht. Daraus leitet sich auch ihr Name, der übersetzt "Kleine Welt" bedeutet, ab.

## Merkmale
Arten der Gattung Microcosmus sind stets einzeln lebende Tiere und erreichen Größen bis zu 20 cm. Der Mantel ist ledrig-hart und faltig, rot-braun bis purpur gefärbt. Die Oberfläche ist fast immer von verschiedenen sessilen Organismen (Algen, Schwämme, Moostierchen, Röhrenwürmern oder anderen Seescheiden) bewachsen, so dass die Seescheide oft nur mehr an der roten Ein- und Austromöffnung erkannt werden kann.

## Lebensraum
Vertreter der Gattung finden sich in allen Ozeanen. Die Tiere wachsen auf Sand-, Muschelgrus- sowie Hartböden.

## Nutzung
Der Eingeweidesack der Microcosmus-Arten gilt im Mittelmeerraum als Delikatesse und wird roh gegessen. 2004 wurden im Mittelmeer 77 Tonnen von Microcosmus vulgaris geerntet. Tiere aus verschmutzten Gewässern können aufgrund der großen Filterleistung von rund 100 Liter täglich eine hohe Schadstoffkonzentration aufweisen.

## Arten
- Microcosmus hartmeyeri
- Microcosmus glacialis
- Microcosmus exasperatus
- Microcosmus helleri
- Microcosmus hernius
- Microcosmus hirsutus
- Microcosmus longicloa
- Microcosmus madagascariensis
- Microcosmus miniaceus
- Microcosmus multiplicatus
- Microcosmus multitentaculatus
- Microcosmus nudistigma
- Microcosmus oligophyllus
- Microcosmus pacificus
- Microcosmus planus
- Microcosmus polymorphus
- Microcosmus propinquus
- Microcosmus psammiferus
- Microcosmus pupa
- Microcosmus sabatieri
- Microcosmus santoensis
- Microcosmus savignyi
- Microcosmus senegalensis
- Microcosmus squamiger
- Microcosmus stoloniferus
- Microcosmus trigonimus
- Microcosmus tuberculatus
- Microcosmus vesiculosus
- Microcosmus vulgaris